# Blood On The Face
 Blood On The Face es el título del séptimo álbum de estudio de la banda rusa Grenouer.

## Antecedentes
Grenouer de Rusia ha firmado con Mausoleum Records para el lanzamiento del álbum de larga duración "Blood On The Face". El CD salió a la venta en Europa el 3 de mayo de 2013 y en América del Norte el 9 de julio de 2013. La banda también comentarios:
"En un principio ese álbum fue creado para ver la luz a través del sello con sede en EE.UU. The Den Metal Records (de gestión privada por Randy Rocket Cody), bajo el título 'Showdawn' en agosto de 2012, pero esa etiqueta empezaron a ejercer incompetencia siendo contraproductora a fechas posteriores, desintegración del álbum en individuales iTunes separado sin el consentimiento de la banda. Grenouer se vio obligado a romper el contrato y después entró en un acuerdo con autoridad Mausoleum Records. Mausoleum Records sugirieron el nuevo título del álbum, 'Blood on the Face ", y naturalmente foto nueva portada realizada por Didier Scohier, Artcore Desing".

## Estilo
Grenouer han cambiado su sonido en una dirección muy orientado a la corriente principal que puede obtener una gran aceptación. La música es buena y será apreciada.
Al mantener un nombre con una historia a sus fanes esperan una cierta cosa para salir de sus altavoces. En el caso de "Blood on the Face" de Grenouer sus viejos fanes van a ser sorprendido por el brusco giro de la banda ha tomado. No están vendiendo descaradamente a sí mismos como Death Metal, pero con el nombre viene del pasado y el Death Metal.

## Lista de canciones
Todas las canciones escritas por Grenouer, excepto por las indicadas.

| N.º   | Título                                     | Escritor(es)                                        | Duración |  |
| 1.    | «Intro: Thunder Phase»                     |                                                     | 0:39     |  |
| 2.    | «Blood On the Face»                        |                                                     | 3:28     |  |
| 3.    | «Sands of Silence»                         |                                                     | 3:43     |  |
| 4.    | «Midday Show»                              |                                                     | 3:50     |  |
| 5.    | «Golden Years»                             |                                                     | 3:32     |  |
| 6.    | «Rejected»                                 |                                                     | 4:13     |  |
| 7.    | «Fix Your Life/ A Few Miles From Paradise» |                                                     | 3:51     |  |
| 8.    | «The Taste of Misery»                      |                                                     | 3:52     |  |
| 9.    | «Brain Fever»                              |                                                     | 3:41     |  |
| 10.   | «See No Sun»                               |                                                     | 3:30     |  |
| 11.   | «Last Stop»                                |                                                     | 4:48     |  |
| 12.   | «All In the Suit That You Wear»            | Dean DeLeo; Robert DeLeo; Eric Kretz; Scott Weiland | 3:58     |  |
| 43:05 |                                            |                                                     |          |  |

## Personal

### Formación de la Banda
- Andrey "Ind" - Voz
- Alexander "Motor" - Guitarra
- Igor "Buzzy" - Guitarra
- Dmitry "Daemon" - Bajo
- Michael "Coroner" - Batería

### Producción
- Eddy Cavazza
- Dualized (Mixing)
- Anssi Kippo (Teclado, productor)
- Joonas Koto[6]